# نومن (فلسفه)
نومن یا نومنون یا ناپدیدار (به فرانسوی: Noumène) (به یونانی: νούμενον) در متافیزیک، شیء یا رویدادی است که مستقل از حس یا ادراک انسان وجود دارد. اصطلاحِ نومن معمولاً در تقابل با اصطلاح فنومن به کار می‌رود که به چیزهایی اشاره دارد که ابژهٔ حواس هستند یا ادراک می‌شوند. فلسفه جدید عموماً نسبت به امکانِ شناختِ مستقل از حواس مشکوک بوده‌است. خصوصاً ایمانوئل کانت معتقد است که عالمِ نومن شاید وجود داشته باشد، اما به هیچ وجه از طریق حواس انسان قابل‌شناخت نیست. در فلسفهٔ کانت، نومن که قابل‌شناخت نیست، معمولاً با «شیء فی‌نفسه» ارتباط دارد اما ماهیتِ این ارتباط همچنان بحث‌انگیز است.
شکل گیری نومن را در کتاب نقد عقل محض میتوان رویت کرد که شباهت زیادی با جوهر هر شئ که پیش شرط شناخت و ثبات و قوام هرچیز است و از فرایندی عقلانی استنتاج میشود توصیف شده است و میتوان ان را جدالی در نظر گرفت علیه فیلسوف شهیر انگلیسی دیوید هیوم